# Уокли, Ральф
Ральф Уокли (англ. Ralph Wakley) — американский биатлонист, участник зимних Олимпийских игр 1968 года.

## Карьера и биография
Ральф Уокли был членом национальной биатлонной команды США с 1965 до 1968 год. В 1967 году, проходя службу в американской армии в центре подготовки биатлонистов, стал 4-м на ежегодно проводимом в Фэрбанксе на Аляске Марафоне равноденствия.
В 1968 году участвовал в зимних Олимпийских играх в Гренобле, где в индивидуальной гонке финишировал 27-м, показав лучший результат среди американцев. В составе эстафеты он был стартёром и закончил свой этап 4-м, но друзья по команде не смогли сохранить его задел, и эстафетная четвёрка США финишировала на 8-м месте.
В 1969 году, получая высшее образование в университете Юты и выступая за его команду по лыжным гонкам, выиграл национальный чемпионат.
После окончания спортивной карьеры проработал журналистом 32 года, в том числе 20 лет в крупнейшем информационном агентстве США «Юнайтед-Пресс-Интернэшнл», а после его упадка — в газете «Стандарт-Экзаминер»  в Огдене.

### Участие в Олимпийских играх
| Год  | Место проведения | Инд | Эст |
| 1968 | Гренобль         | 27  | 8   |